# Тигран Хзмалян
Тигран Хзмалян (наричан също Хмалян) (на арменски: Տիգրան Խզմալյան) е независим арменски филмов деец, режисьор, сценарист и продуцент.

## Образование
- 1979 – 1984 г. – Филология в Държавния университет в Ереван
- 1990 – 1992 г. – Висше училище за режисьори в Москва, Русия
- 1994, 1998 г. – Международна академия за писане, Ройтерс, BBC, Лондон

## Политически и социален активизъм
През 1988 – 1990 г. Тигран Хзмалян активно участва в освободителното движение и в защита на сливането на Карабах с Армения. През 1991 – 1993 г. работи като кореспондент за Армения и международни медии в Нагорни Карабах. През 1993 – 1996 г. работи като политически аналитик за Арменската общност в Америка, лобира за диаспората във Вашингтон. През 1997 – 1998 г. е назначен за Генерален директор на UNDP в Армения. През 1998 – 2005 г. ръководи Филмово Студио Ереван, преди затварянето на студиото. През 2009 г., заедно с Джирайр Сефилян и Александър Йеникомшян създават Движението Сардарапат, по-късно преименувано на Препарламент.
През 2012 г. Тигран Хзмалян е един от лидерите на Движението Маштотс Парк. От 2014 г. напуска Препарламент поради несъгласие с ролята на Русия в кризата в Украйна. Тигран Хзмалян заема крайна анти-Кремъл позиция, обявявайки, че Путин и КГБ регима омаловажава Армения и я колонизира. През 2016 г. Тигран Хзмалян се присъединява към ветерана-дисидент Паруир Хайрикян в про-Западно ориентирано движение, наречено Независимост. Три птъти е съден по политически причини – 2012, 2014 и 2015 година.
| „     | Държавата е като семейството – може да се създаде по любов, дори по сметка, но не и с изнасилване. | “ |
| [ 1 ] | |   |

## Филмография
| Година | Заглавие                                  | Формат                              | Награди |  |
| ------ | ----------------------------------------- | ----------------------------------- | --- |  |
| 1991   | Урокът                                    | 35 mm, b/w, 10 min, feature         | Специална награда на Филмовия фестивал Амения, 1993 |  |
| 1996   | Черно и бяло                              | 35 mm,b/w, 30 min, feature          | Голямата награда за късо кино на Филмов фестивал, Турция, 1996 2-ро място в Регенсбургер фестивал за късо кино, Германия, 1997 Най-добър късометражен филм, Филмов фесривал, Русия, 1998                                       |  |
| 1998   | Футбол от 1973                            | Beta-SP, 24 min, документален       | |  |
| 1998   | Смъртта на краля                          | Beta-SP, 26 min, документален       | Специална награда на журито на Международния ТВ фестивал в Ялта, 2000 |  |
| 2000   | Pierlequin или По-лек от въздуха          | 35 mm, color, b/w, 100 min, feature | Специална награда на журито, Истанбул филмов фестивал, 2001 „Най-добър актьор“ Награда от филмов фестивал „Киношок“ Русия, 2001 „Музикална магия“ Награда на Филмовата критика „Листопад“ Филмов фестивал, Микс, Беларус, 2001 |  |
| 2001   | Кадифена революция # 88                   | Beta-SP, 22 min, документален       | |  |
| 2001   | 5165                                      | Beta-SP, 27min, документален        | |  |
| 2001   | Сестра на милостта                        | Beta-SP, 27 min, документален       | |  |
| 2001   | Имало едно време в Армения                | Beta-SP,44 min, музикален           | |  |
| 2002   | Марина В. / Вагина М.                     | DVD, 15 min, анимация               | |  |
| 2003   | 33 минути за Пелешян                      | DVD, 33 min, документален           | |  |
| 2003   | Рубен Хаквердян, Пощальонът               | DVD, 58 min, документален           | |  |
| 2004   | 100 години Арам Хачетурян                 | DVD, 35 min, документален           | World’s Best Multi Media Culture Project Award of 2005 Bahrein-Tunisia Multi media Contest, 2005 |  |
| 2004   | Ловембър                                  | 35 mm, b/w, 97 min, feature         | |  |
| 2005   | Армин Вегнер, Фотографът на Геноцида      | DVD, 34 min, b/w, документален      | |  |
| 2006   | Сплинтер                                  | DV, 34 min, документален            | |  |
| 2006   | От Артсак до Йавак, от Аракс до река Кура | DV, 42 min, документален            | |  |
| 2007   | Най-голямата тайна на Ереван              | DV, 44 min, документален            | |  |
| 2008   | Sardarapat deja vu                        | DV, 68 min, документален            | |  |
| 2008   | Опера                                     | DV, 10 min, докуементален           | |  |
| 2009   | Портрет на живия Исус                     | DV, 49 min, документален            | |  |
| 2009   | Армения минус Алплюс                      | DV, 23 min, документален            | |  |
| 2010   | Тигранакерт                               | DV, 96 min, документален            | |  |
| 2010   | До Арарат                                 | DV, 32 min, документален            | |  |
| 2014   | Арменските кралици                        | DV, документален, 96 min            | |  |